# 4 estrellas
4 estrellas (originalment anomenada El hotelito) és una sèrie de televisió espanyola produïda per Good Mood en col·laboració amb RTVE per a La 1. La sèrie es va estrenar el 23 d'abril de 2023 en La 1, La 2, Clan i RTVE Play.

## Història
Al maig de 2022 s'anuncia que RTVE està desenvolupant una nova sèrie diària per al access prime time amb Daniel Écija i Good Mood. Les primeres propostes per al repartiment van ser Toni Acosta, Malena Alterio, Alejo Sauras, Kira Miró o Paco Tous.
L'11 de gener de 2023, comença el rodatge de la primera temporada de la sèrie, però no és fins al 12 de febrer de 2023 quan es confirma que la sèrie ha començat el seu rodatge en Madrid amb Toni Acosta i Antonio Resines. Al març d'aquest mateix any s'anuncia tot el repartiment complet, amb les incorporacions de Marta Aledo, Dafne Fernández, Ana Gracia, David Lorente, Alejandro Albarracín, Ana Jara, Martí Cordero, Marina Baeza, Rosario Pardo, Francesca Piñón, Raúl Prieto, Gonzalo Caps, Antonio Molero, Álvaro Fontalba, Belén Écija, Édgar Vittorino, Carolina Rubio i Luisa Martín.
Al setembre de 2023, RTVE renova la sèrie per una segona temporada de 60 episodis, el rodatge dels quals va començar el 16 d'octubre de 2023 i es va estrenar després del final de la primera, el 12 de desembre de 2023. Aquesta segona temporada compta amb les incorporacions al repartiment de Francis Lorenzo, Elisa Matilla, Jorge Suquet, Marta Guerras, Nacho López, Chani Martín, Pepa Aniorte, Ismael Martínez, Álex Mola, Estefanía de los Santos, Secun de la Rosa, Aleida Torrent e Iván Vigara y con las salidas de Francesca Piñón, Raúl Prieto, Alejandro Albarracín, Édgar Vittorino, Gonzalo Caps i Luisa Martín.

## Argument

### Primera temporada
L'Hotel Lasierra acaba de rebre la seva quarta estrella en el pitjor moment possible. Clara (Toni Acosta), una antiga amiga de la infància de Silvia (Marta Aledo), ha tornat amb un secret sota el braç… «Jo també soc part d'aquesta família. Jo també soc una Lasierra». Rita (Ana Gracia), una mare massa preocupada per les aparences, s'agafarà dels pèls amb la notícia. Marta (Dafne Fernández), capritxosa i superficial, li declararà la guerra des del minut u. I Silvia farà tot el possible perquè la situació no se li escapi de les mans.
Elles són la nova família Lasierra, les quatre estrelles d'aquesta nova sèrie. Ara hauran de deixar les seves diferències a un costat per a tirar endavant l'hotel. Seran capaces de fer-ho?

### Segona temporada
Després de la tornada de vacances, Rita arriba amb una notícia que canviarà la vida de tots per sempre: «Us presento a Rafael. Ens casarem».
Vera sempre ha tingut una reina i ara és el moment que es conegui al seu nou rei. I no sols a ell, perquè Rafael (Francis Lorenzo) ve acompanyat de tota la seva família. Paz (Elisa Matilla), la cunyada i gos guardià del clan; Tristán (Jorge Suquet), el fillastre independent; Paula (Marta Guerras), la nena bé que enlluerna a tots amb el seu somriure, i Diego (Nacho López), el gendre pocavergonya.
Els Albalad arribaran com un huracà difícil aplacar i, des del minut u, hi haurà xoc amb les Lasierra. La seva presència destaparà innombrables secrets, romanços prohibits i misteris complicats de resoldre. En concret, un relacionat amb les exmullers de Rafael, que farà que tots es preocupin per Rita.
Però aquest no serà l'únic problema amb el qual hauran de bregar les germanes Lasierra…

## Localitzacions
La sèrie es grava en Toboggan Studios en Boadilla del Monte (Madrid).
Les vistes aèries que apareixen en la sèrie del poble fictici de Vera del Rei són del municipi de Covarrubias (Burgos).

## Repartiment

### Personatges
| Intèrpret               | Personatge                                       | Temporadas | Temporadas |
| Intèrpret               | Personatge                                       | 1          | 2          |
| ----------------------- | ------------------------------------------------ | ---------- | ---------- |
| Toni Acosta             | Clara Rojo                                       | Principal  | Principal  |
| Dafne Fernández         | Marta Lasierra Vázquez                           | Principal  | Principal  |
| Marta Aledo             | Silvia Lasierra Vázquez                          | Principal  | Principal  |
| David Lorente           | Javier Romaña Plaza                              | Principal  | Principal  |
| Ana Gracia              | Rita Vázquez                                     | Principal  | Principal  |
| Rosario Pardo           | Marifrán Villullas                               | Principal  | Principal  |
| Antonio Molero          | Arturo Pérez Sañudo                              | Principal  | Principal  |
| Ana Jara                | Luz Romaña Lasierra                              | Principal  | Principal  |
| Belén Écija             | Ainhoa Arminza                                   | Principal  | Principal  |
| Álvaro Fontalba         | Miguel Martínez                                  | Principal  | Principal  |
| Carolina Rubio          | Menchu Arias                                     | Principal  | Principal  |
| Marina Baeza            | Sara Rojo                                        | Principal  | Principal  |
| Martí Cordero           | Jon Romaña Lasierra                              | Principal  | Principal  |
| Alejandro Albarracín    | Andrés Herrero                                   | Principal  |            |
| Francesca Piñón         | Cuca Sampedro                                    | Principal  |            |
| Raúl Prieto             | Julio Conde                                      | Principal  |            |
| Édgar Vittorino         | Paolo Romero Rodríguez (nascut Gaspar Hernández) | Principal  |            |
| Gonzalo Caps            | José Antonio Conde                               | Principal  |            |
| Luisa Martín            | Felisa de Dios                                   | Secundari  |            |
| Carlos Olalla           | Alfredo Herrero                                  | Secundari  |            |
| Nacho López             | Diego Blanco                                     | Secundari  | Principal  |
| Marta Guerras           | Paula Albalad Medina                             |            | Principal  |
| Jorge Suquet            | Tristán Civera Suárez                            |            | Principal  |
| Ismael Martínez         | Pedro Beltrán Arminza                            |            | Principal  |
| Elisa Matilla           | Paz Medina Aguado                                |            | Principal  |
| Chani Martín            | Miguel Romaña Plaza                              | Episòdic   | Principal  |
| Estefanía de los Santos | Angelita Vargas Losada                           | Episòdic   | Principal  |
| Álex Mola               | Lucas Beltrán del Alba                           |            | Principal  |
| Francis Lorenzo         | Rafael Albalad Ortiz                             |            | Principal  |
| Secun de la Rosa        | Leo Albalad Ortiz                                | Secundari  |            |
| Aleida Torrent          | Maite Pérez Cano                                 | Secundari  |            |
| Pepa Aniorte            | Rosa Quintanilla García                          | Secundari  |            |
| Iván Vigara             | Dani Romaña Quintanilla                          | Secundari  | Episòdic   |

## Equip tècnic

### Primera temporada (2023)
- Idea original: Daniel Écija, Ángel Turlán i Borja González Santaolalla.
- Producció executiva: Daniel Écija, Javier Lorenzo (Good Mood) i Mar Díaz (RTVE).
- Direcció de la sèrie: Manu Gómez, Álvaro Vicario, Laura Campos, Luis Arribas i Juan Gil.
- Direcció de Producció: Sandra Melchor.
- Direcció Argumental: Ángel Turlán.
- Coordinació d'escaleta: Tirso Conde.
- Coordinació de diàlegs: Aitor Santos.
- Guió: Ángel Turlán, Tirso Conde, Aitor Santos, Maite Pérez, Mario Albelo, Paco de Campos, Juan Salvador, Denis López, Diego Soto, David Muñoz, Ana Boyero, Eva Baeza, Nuria Cabello, Bea Esos, Ángela Obón, Beatriz Arias, Raquel Martín, Luis Chover, Borja Glez. Santaolalla i Diana Rojo.
- Coordinació general: Jota Franco.
- Director principal: Luis Arribas.
- Direcció: Luis Arribas, Manu Gómez, Álvaro Vicario, Laura Campos, Jacobo Martos, Juan Gil i Marcos H. Asensio.
- Direcció de Fotografia: Fernando López Coloma i Paco Pérez.
- Càsting: Ana Sainz-Trápaga i Patricia Álvarez de Miranda.
- Direcció d’Art: Marcelo Pacheco.
- Decoradora: Alicia Larrey.
- Disseny de Vestuari: Gualter de Sá.
- Disseny de Maquillatge i Perruqueria: Ana Ramírez, Fátima González i Julián Fernández.
- Montadors: Quique Verdú, Chema Quintanal, Luis Terrón, Silvia Pizarro i Paco Díaz.
- Músic: Jeansy Aúz.
- Auxiliars de càmera: Ros Guerrero Meriño, Patricia González López, Lourdes Otero Crespo i Beatriz García de Carellán.

## Temporades i audiències
| Temporada | Episodis | Estrena                | Final                  | Protagonistes | Audiència   | Audiència |
| Temporada | Episodis | Estrena                | Final                  | Protagonistes | Espectadors | Quota     |
| --------- | -------- | ---------------------- | ---------------------- | --- | ----------- | --------- |
| 1a        | 127      | 23 d'abril de 2023     | 11 de desembre de 2023 | Clara Rojo (Toni Acosta) i Julio Conde (Raúl Prieto) Marta Lasierra (Dafne Fernández) i Andrés Herrero (Alejandro Albarracín) Silvia Lasierra (Marta Aledo) i Javier Romaña (David Lorente) Rita Vázquez (Ana Gracia) i Ricardo Lasierra (Antonio Resines) Luz Romaña (Ana Jara i Ainhoa Arminza (Belén Écija) | 1 062 000   | 8,4%      |
| 2a        | 60       | 12 de desembre de 2023 |                        | Clara Rojo (Toni Acosta) i Pedro Beltrán (Ismael Martínez) Marta Lasierra (Dafne Fernández) i Diego Blanco (Nacho López) Silvia Lasierra (Marta Aledo) i Javier Romaña (David Lorente) Rita Vázquez (Ana Gracia) i Rafael Albalad (Francis Lorenzo) Luz Romaña (Ana Jara) i Ainhoa Arminza (Belén Ecija)       |             |           |
| Total     |          | 23 d'abril de 2023     |                        | |             |           |

### Primera temporada (2023)
| Episodis emesos | Episodis emesos | Episodis emesos                      | Episodis emesos | Episodis emesos | Episodis emesos |
| Núm. (sèrie)    | Núm. (temp.)    | Títol                                | Data d'emissió  | Audiència       | Audiència       |
| Núm. (sèrie)    | Núm. (temp.)    | Títol                                | Data d'emissió  | Espectadors     | Quota           |
| --------------- | --------------- | ------------------------------------ | --------------- | --------------- | --------------- |
| 1               | 1               | Y una en el cielo                    | 23/04/2023      | 1 794 000       | 13,0%           |
| 2               | 2               | Así está perfecto                    | 23/04/2023      | 1 794 000       | 13,0%           |
| 3               | 3               | En Vera hay de todo                  | 24/04/2023      | 1 398 000       | 9,5%            |
| 4               | 4               | Un banco en un parque... o un jardín | 25/04/2023      | 1 313 000       | 9,3%            |
| 5               | 5               | Bienvenida                           | 26/04/2023      | 1 146 000       | 8,4%            |
| 6               | 6               | Adiós, papá                          | 27/04/2023      | 1 086 000       | 8,3%            |
| 7               | 7               | De toda la vida                      | 01/05/2023      | 1 277 000       | 9,4%            |
| 8               | 8               | Operación vino tinto                 | 02/05/2023      | 1 224 000       | 8,8%            |
| 9               | 9               | El pulso de la calle                 | 03/05/2023      | 1 110 000       | 8,1%            |
| 10              | 10              | El culebrón de Vera del Rey          | 04/05/2023      | 1 067 000       | 7,8%            |
| 11              | 11              | Pegatinas                            | 04/05/2023      | 1 107 000       | 8,2%            |
| 12              | 12              | Una noche en vela                    | 08/05/2023      | 1 446 000       | 10,2%           |
| 13              | 13              | El apagón                            | 09/05/2023      | 1 043 000       | 7,1%            |
| 14              | 14              | Por los hijos, mato                  | 10/05/2023      | 1 112 000       | 8,1%            |
| 15              | 15              | El ingrediente secreto               | 15/05/2023      | 1 284 000       | 9,0%            |
| 16              | 16              | Suite nupcial                        | 16/05/2023      | 1 256 000       | 8,9%            |
| 17              | 17              | Otra oportunidad                     | 17/05/2023      | 1 029 000       | 7,1%            |
| 18              | 18              | Conversaciones pendientes            | 18/05/2023      | 1 142 000       | 8,0%            |
| 19              | 19              | Los anillos del dragón               | 18/05/2023      | 1 014 000       | 7,6%            |
| 20              | 20              | Cuestión de confianza                | 22/05/2023      | 1 331 000       | 9,1%            |
| 21              | 21              | Que viene el lobo                    | 23/05/2023      | 1 228 000       | 8,4%            |
| 22              | 22              | El aniversario                       | 24/05/2023      | 1 040 000       | 7,5%            |
| 23              | 23              | La despedida                         | 25/05/2023      | 1 126 000       | 8,1%            |
| 24              | 24              | Nos vemos muy pronto                 | 29/05/2023      | 1 353 000       | 9,3%            |
| 25              | 25              | Cicatrices                           | 30/05/2023      | 1 136 000       | 7,8%            |
| 26              | 26              | Noches de vino y rosas               | 31/05/2023      | 984 000         | 7,0%            |
| 27              | 27              | Secretos y mentiras                  | 01/06/2023      | 1 028 000       | 7,5%            |
| 28              | 28              | Sueños y pesadillas                  | 05/06/2023      | 1 130 000       | 8,2%            |
| 29              | 29              | Decisiones                           | 06/06/2023      | 1 092 000       | 7,7%            |
| 30              | 30              | Abrazar la verdad                    | 07/06/2023      | 1 086 000       | 7,9%            |
| 31              | 31              | El motivo                            | 08/06/2023      | 1 032 000       | 7,6%            |
| 32              | 32              | Mala hierba nunca muere              | 12/06/2023      | 1 266 000       | 9,2%            |
| 33              | 33              | Hacer lo correcto                    | 13/06/2023      | 1 101 000       | 8,0%            |
| 34              | 34              | Las tres veras                       | 15/06/2023      | 1 395 000       | 10,8%           |
| 35              | 35              | Cuestión de puntería                 | 15/06/2023      | 947 000         | 9,2%            |
| 36              | 36              | Formas de estar cerca                | 19/06/2023      | 1 174 000       | 8,9%            |
| 37              | 37              | Fantasmas                            | 20/06/2023      | 1 050 000       | 8,0%            |
| 38              | 38              | Feliz cumpleaños                     | 21/06/2023      | 984 000         | 7,8%            |
| 39              | 39              | Un vecino ilustre                    | 22/06/2023      | 982 000         | 8,4%            |
| 40              | 40              | Multitud                             | 26/06/2023      | 900 000         | 7,4%            |
| 41              | 41              | El trato                             | 27/06/2023      | 841 000         | 6,7%            |
| 42 (I)          | 42 (I)          | Todo perfecto                        | 27/06/2023      | 805 000         | 6,1%            |
| 42 (II)         | 42 (II)         | Todo perfecto                        | 28/06/2023      | 878 000         | 7,7%            |
| 43              | 43              | Un accidente                         | 28/06/2023      | 900 000         | 7,4%            |
| 44              | 44              | Reconstrucción                       | 29/06/2023      | 820 000         | 6,9%            |
| 45              | 45              | Pasado, presente, futuro             | 03/07/2023      | 836 000         | 7,1%            |
| 46 (I)          | 46 (I)          | Raíces                               | 03/07/2023      | 895 000         | 7,3%            |
| 46 (II)         | 46 (II)         | Raíces                               | 04/07/2023      | 808 000         | 7,5%            |
| 47              | 47              | Suda, tiembla, canta                 | 04/07/2023      | 897 000         | 7,7%            |
| 48              | 48              | Taquicardias                         | 06/07/2023      | 855 000         | 7,9%            |
| 49              | 49              | Intimidad                            | 10/07/2023      | 681 000         | 5,4%            |
| 50              | 50              | Crimen y castigo                     | 11/07/2023      | 831 000         | 7,5%            |
| 51              | 51              | Prisión y presión                    | 12/07/2023      | 751 000         | 7,1%            |
| 52              | 52              | Solas                                | 17/07/2023      | 796 000         | 7,3%            |
| 53              | 53              | Un ladrón, siempre es un ladrón      | 18/07/2023      | 798 000         | 7,3%            |
| 54              | 54              | Los nervios                          | 20/07/2023      | 925 000         | 8,8%            |
| 55              | 55              | Primeras palabras                    | 24/07/2023      | 1 189 000       | 10,5%           |
| 56              | 56              | Desaparecido                         | 25/07/2023      | 775 000         | 7,3%            |
| 57              | 57              | En caída libre                       | 26/07/2023      | 888 000         | 8,6%            |
| 58              | 58              | Mano dura                            | 27/07/2023      | 960 000         | 9,3%            |
| 59              | 59              | Team building                        | 31/07/2023      | 1 177 000       | 11,1%           |
| 60              | 60              | Nuevos líderes                       | 01/08/2023      | 988 000         | 9,3%            |
| 61              | 61              | Profecía autocumplida                | 02/08/2023      | 942 000         | 9,2%            |
| 62              | 62              | Cosas de fútbol                      | 03/08/2023      | 969 000         | 9,4%            |
| 63              | 63              | Ojos de madre                        | 07/08/2023      | 1 090 000       | 10,8%           |
| 64              | 64              | Bienvenides a Vera                   | 08/08/2023      | 840 000         | 8,3%            |
| 65              | 65              | Un día tranquilo                     | 09/08/2023      | 906 000         | 9,2%            |
| 66              | 66              | Divide y vencerás                    | 10/08/2023      | 914 000         | 9,4%            |
| 67              | 67              | Elige                                | 14/08/2023      | 831 000         | 9,5%            |
| 68              | 68              | Venganza                             | 15/08/2023      | 816 000         | 8,8%            |
| 69              | 69              | Día de elecciones                    | 16/08/2023      | 838 000         | 8,6%            |
| 70              | 70              | Resacón en la Vera                   | 17/08/2023      | 926 000         | 9,3%            |
| 71              | 71              | Héroe de Vera                        | 22/08/2023      | 1 054 000       | 10,5%           |
| 72              | 72              | Soy de Vera                          | 23/08/2023      | 887 000         | 9,0%            |
| 73              | 73              | Secretos                             | 24/08/2023      | 991 000         | 10,3%           |
| 74              | 74              | Hermano                              | 28/08/2023      | 1 185 000       | 10,5%           |
| 75              | 75              | Recuperación                         | 29/08/2023      | 994 000         | 8,8%            |
| 76              | 76              | Fiesta de despedida                  | 30/08/2023      | 1 100 000       | 10,0%           |
| 77              | 77              | Una versión mejor                    | 31/08/2023      | 1 009 000       | 9,4%            |
| 78              | 78              | Pasar página                         | 04/09/2023      | 1 305 000       | 10,4%           |
| 79              | 79              | Bomba                                | 05/09/2023      | 1 083 000       | 8,8%            |
| 80              | 80              | Reconciliación con el pasado         | 06/09/2023      | 989 000         | 8,4%            |
| 81              | 81              | Mejor sola…                          | 07/09/2023      | 1 194 000       | 10,2%           |
| 82              | 82              | Padre, abuelo y suegro               | 11/09/2023      | 1 101 000       | 8,3%            |
| 83              | 83              | El anillo único                      | 13/09/2023      | 957 000         | 7,8%            |
| 84 (I)          | 84 (I)          | Al final de la escapada              | 14/09/2023      | 1 106 000       | 8,9%            |
| 84 (II)         | 84 (II)         | Al final de la escapada              | 18/09/2023      | 1 192 000       | 9,1%            |
| 85              | 85              | Una historia de novela               | 18/09/2023      | 1 192 000       | 9,1%            |
| 86              | 86              | Un lunar                             | 19/09/2023      | 1 013 000       | 7,8%            |
| 87              | 87              | Estoy bien                           | 20/09/2023      | 1 112 000       | 8,5%            |
| 88              | 88              | Todo tiene un límite                 | 21/09/2023      | 1 131 000       | 8,9%            |
| 89              | 89              | Separación                           | 25/09/2023      | 1 125 000       | 8,6%            |
| 90              | 90              | La balada de Julio y Clara           | 26/09/2023      | 936 000         | 7,0%            |
| 91              | 91              | Uno de más                           | 27/09/2023      | 1 102 000       | 8,6%            |
| 92              | 92              | Una curva malísima                   | 28/09/2023      | 1 084 000       | 8,7%            |
| 93              | 93              | Asumir las consecuencias ¿o no?      | 02/10/2023      | 1 218 000       | 9,2%            |
| 94              | 94              | Mentiras arriesgadas                 | 03/10/2023      | 1 091 000       | 8,5%            |
| 95              | 95              | Un perdón y una condición            | 04/10/2023      | 1 102 000       | 8,5%            |
| 96              | 96              | Echar el freno                       | 05/10/2023      | 1 098 000       | 8,9%            |
| 97              | 97              | Una herida abierta                   | 09/10/2023      | 994 000         | 7,7%            |
| 98              | 98              | El lado oscuro                       | 10/10/2023      | 1 051 000       | 8,3%            |
| 99              | 99              | Arrepentimiento                      | 11/10/2023      | 969 000         | 8,2%            |
| 100             | 100             | La verdad duele                      | 16/10/2023      | 1 213 000       | 8,9%            |
| 101             | 101             | La familia: caso cerrado             | 17/10/2023      | 1 067 000       | 7,9%            |
| 102             | 102             | Decir adiós                          | 18/10/2023      | 1 361 000       | 10,1%           |
| 103             | 103             | Como un mueble viejo y pesado        | 19/10/2023      | 1 355 000       | 9,8%            |
| 104             | 104             | La misma piedra                      | 23/10/2023      | 1 101 000       | 8,2%            |
| 105             | 105             | Una cuna vacía                       | 24/10/2023      | 1 071 000       | 7,9%            |
| 106             | 106             | El que se fue a Sevilla...           | 25/10/2023      | 1 188 000       | 8,8%            |
| 107             | 107             | Nadie es perfecto                    | 26/10/2023      | 1 217 000       | 9,3%            |
| 108             | 108             | Aparece y desaparece                 | 30/10/2023      | 1 022 000       | 7,4%            |
| 109             | 109             | Despedidas                           | 31/10/2023      | 996 000         | 8,4%            |
| 110             | 110             | Toda despedida deja secuelas         | 01/11/2023      | 1 129 000       | 8,3%            |
| 111             | 111             | Un anillo y mil dudas                | 02/11/2023      | 1 225 000       | 8,8%            |
| 112             | 112             | Bollos San Benito                    | 06/11/2023      | 1 021 000       | 7,6%            |
| 113             | 113             | Incendios                            | 07/11/2023      | 1 049 000       | 8,1%            |
| 114             | 114             | Agarrarse a la vida                  | 08/11/2023      | 1 057 000       | 7,9%            |
| 115             | 115             | Señales                              | 09/11/2023      | 1 142 000       | 8,2%            |
| 116             | 116             | Noche de bodas en vela               | 13/11/2023      | 1 079 000       | 7,6%            |
| 117             | 117             | La carpeta                           | 14/11/2023      | 1 065 000       | 7,6%            |
| 118             | 118             | Venecia                              | 20/11/2023      | 1 057 000       | 7,5%            |
| 119             | 119             | Superarse o no                       | 21/11/2023      | 1 137 000       | 8,0%            |
| 120             | 120             | Ha nacido una estrella               | 22/11/2023      | 1 058 000       | 7,6%            |
| 121             | 121             | Fiesta de sorpresas                  | 23/11/2023      | 1 172 000       | 8,5%            |
| 122             | 122             | También soy hijo de Ricardo          | 27/11/2023      | 1 048 000       | 7,4%            |
| 123             | 123             | Hijos de Ricardo                     | 28/11/2023      | 1 032 000       | 7,4%            |
| 124             | 124             | Tocar fondo                          | 04/12/2023      | 1 118 000       | 8,2%            |
| 125             | 125             | En los genes                         | 05/12/2023      | 1 017 000       | 7,6%            |
| 126             | 126             | Idas y venidas                       | 06/12/2023      | 1 064 000       | 8,0%            |
| 127             | 127             | Bien está lo que bien acaba          | 11/12/2023      | 1 060 000       | 7,7%            |
| Total           | Total           | Total                                | Total           | 1 062 000       | 8,4%            |

### Segona temporada (2023-2024)
| Episodis emesos | Episodis emesos | Episodis emesos               | Episodis emesos | Episodis emesos | Episodis emesos |
| Núm. (sèrie)    | Núm. (temp.)    | Títol                         | Data d'emissió  | Audiència       | Audiència       |
| Núm. (sèrie)    | Núm. (temp.)    | Títol                         | Data d'emissió  | Espectadors     | Quota           |
| --------------- | --------------- | ----------------------------- | --------------- | --------------- | --------------- |
| 128             | 1               | Nuevo rey para la reina       | 12/12/2023      | 1 069 000       | 7,8%            |
| 129             | 2               | Cenizas                       | 13/12/2023      | 1 028 000       | 7,6%            |
| 130             | 3               | Reconstrucción                | 18/12/2023      | 1 100 000       | 8,0%            |
| 131             | 4               | Dónde dije David digo Diego   | 19/12/2023      | 1 073 000       | 7,8%            |
| 132             | 5               | Okupados                      | 20/12/2023      | 985 000         | 7,3%            |
| 133             | 6               | Noche de fiestas              | 27/12/2023      | 929 000         | 7,1%            |
| 134             | 7               | Mancharse las manos           | 02/01/2024      | 1 172 000       | 8,8%            |
| 135             | 8               | El pasado siempre vuelve      | 03/01/2024      | 1 205 000       | 9,2%            |
| 136             | 9               | Las desenterradoras de Vera   | 04/01/2024      | 1 050 000       | 7,9%            |
| 137             | 10              | De quien menos te lo esperas  | 08/01/2024      | 1 122 000       | 8,1%            |
| 138             | 11              | La última oportunidad         | 09/01/2024      | 1 084 000       | 7,7%            |
| 139             | 12              | Abogados                      | 10/01/2024      | 976 000         | 7,0%            |
| 140             | 13              | Orden en la sala              | 15/01/2024      | 1 009 000       | 7,4%            |
| 141             | 14              | Culpables                     | 16/01/2024      | 1 021 000       | 7,4%            |
| 142             | 15              | De lo malo, lo mejor          | 17/01/2024      | 1 038 000       | 7,5%            |
| 143             | 16              | Regalos de cumpleaños         | 22/01/2024      | 1 085 000       | 7,9%            |
| 144             | 17              | Pasar página... o casi        | 25/01/2024      | 854 000         | 6,3%            |
| 145             | 18              | El picorcillo                 | 29/01/2024      | 1 171 000       | 8,4%            |
| 146             | 19              | Éramos pocos...               | 30/01/2024      | 1 166 000       | 8,5%            |
| 147             | 20              | 0% de autocontrol             | 31/01/2024      | 1 040 000       | 7,6%            |
| 148             | 21              | Eva al desnudo                | 01/02/2024      | 1 006 000       | 7,3%            |
| 149             | 22              | Apagando fuegos               | 05/02/2024      | 994 000         | 7,1%            |
| 150             | 23              | La Nude Performance           | 08/02/2024      | 986 000         | 7,0%            |
| 151             | 24              | El buen hermano               | 12/02/2024      | 941 000         | 7,0%            |
| 152             | 25              | La auténtica boda Lasierra    | 13/02/2024      |                 |                 |
| 153             | 26              | La pulsera                    | 14/02/2024      |                 |                 |
| 154             | 27              | Cada vuelo, un nuevo comienzo | 15/02/2024      |                 |                 |
| 155             | 28              |                               |                 |                 |                 |
| 156             | 29              |                               |                 |                 |                 |
| 157             | 30              |                               |                 |                 |                 |
| 158             | 31              |                               |                 |                 |                 |
| 159             | 32              |                               |                 |                 |                 |
| 160             | 33              |                               |                 |                 |                 |
| 161             | 34              |                               |                 |                 |                 |
| 162             | 35              |                               |                 |                 |                 |
| 163             | 36              |                               |                 |                 |                 |
| 164             | 37              |                               |                 |                 |                 |
| 165             | 38              |                               |                 |                 |                 |
| 166             | 39              |                               |                 |                 |                 |
| 167             | 40              |                               |                 |                 |                 |
| 168             | 41              |                               |                 |                 |                 |
| 169             | 42              |                               |                 |                 |                 |
| 170             | 43              |                               |                 |                 |                 |
| 171             | 44              |                               |                 |                 |                 |
| 172             | 45              |                               |                 |                 |                 |
| 173             | 46              |                               |                 |                 |                 |
| 174             | 47              |                               |                 |                 |                 |
| 175             | 48              |                               |                 |                 |                 |
| 176             | 49              |                               |                 |                 |                 |
| 177             | 50              |                               |                 |                 |                 |
| 178             | 51              |                               |                 |                 |                 |
| 179             | 52              |                               |                 |                 |                 |
| 180             | 53              |                               |                 |                 |                 |
| 181             | 54              |                               |                 |                 |                 |
| 182             | 55              |                               |                 |                 |                 |
| 183             | 56              |                               |                 |                 |                 |
| 184             | 57              |                               |                 |                 |                 |
| 185             | 58              |                               |                 |                 |                 |
| 186             | 59              |                               |                 |                 |                 |
| 187             | 60              |                               |                 |                 |                 |
| Total           |                 |                               |                 |                 |                 |

El primer capítol es va emetre simultàniament a La 1 (1 451 000 i 10,5%), La 2 (251 000 i 1,8%) i Clan (92 000 i 0,7%).

### Audiència mitjana per mesos
| Audiència mitjana per mesos | Audiència mitjana per mesos | Audiència mitjana per mesos | Audiència mitjana per mesos | Audiència mitjana per mesos |
| Any                         | Mes                         | Núm. d'emissions            | Audiència                   | Audiència                   |
| Any                         | Mes                         | Núm. d'emissions            | Espectadors                 | Quota                       |
| --------------------------- | --------------------------- | --------------------------- | --------------------------- | --------------------------- |
| 2023                        | Abril                       | 5                           | 1 278 000                   | 9,2%                        |
| 2023                        | Maig                        | 19                          | 1 167 000                   | 8,3%                        |
| 2023                        | Juny                        | 19                          | 1 022 000                   | 7,9%                        |
| 2023                        | Juliol                      | 16                          | 879 000                     | 8,0%                        |
| 2023                        | Agost                       | 18                          | 959 000                     | 9,5%                        |
| 2023                        | Setembre                    | 15                          | 1 095 000                   | 8,6%                        |
| 2023                        | Octubre                     | 17                          | 1 124 000                   | 8,8%                        |
| 2023                        | Novembre                    | 14                          | 1 091 000                   | 7,9%                        |
| 2023                        | Desembre                    | 10                          | 1 044 000                   | 7,7%                        |
| 2023                        | Total                       | 133                         | 1 073 000                   | 8,4%                        |
| 2024                        | Gener                       | 14                          | 1 071 000                   | 7,8%                        |
| 2024                        | Febrer                      |                             |                             |                             |
| 2024                        | Març                        |                             |                             |                             |
| 2024                        | Total                       |                             |                             |                             |